# Verordnung (EG) Nr. 428/2009 (Dual Use)
Die Verordnung (EG) Nr. 428/2009 (Dual-Use) des Rates vom 5. Mai 2009  über eine Gemeinschaftsregelung für die Kontrolle der Ausfuhr von Gütern und Technologien mit doppeltem Verwendungszweck ist eine Verordnung der Europäischen Gemeinschaft zu Genehmigungspflichten bei der Ausfuhr von Gütern und Technologien, die einen doppelten Verwendungszweck (englisch Dual-Use) sowohl im militärischen wie im zivilen Bereich besitzen. Sie wird umgangssprachlich als Dual-Use-Verordnung bezeichnet. Sie wurde ab dem 9. September 2021 durch die Verordnung (EU) 2021/821 ersetzt.

## Grundlage
Die Verordnung hat als Grundlage den Vertrag über die Arbeitsweise der Europäischen Union (AEUV), und zwar konkret Art. 207 Abs. 1 AEUV. Dieser lautet:

„Die gemeinsame Handelspolitik wird nach einheitlichen Grundsätzen gestaltet; dies gilt insbesondere für die Änderung von Zollsätzen, den Abschluss von Zoll- und Handelsabkommen, die Vereinheitlichung der Liberalisierungsmaßnahmen, die Ausfuhrpolitik und die handelspolitischen Schutzmaßnahmen, zum Beispiel im Fall von Dumping und Subventionen.“

## Doppelter Verwendungszweck
Unter dem Begriff „doppelter Verwendungszweck“ versteht die Verordnung Güter, die sowohl für zivile als auch für militärische Zwecke verwendet werden können. Darin eingeschlossen sind alle Waren, die sowohl für nichtexplosive Zwecke als auch für jedwede Form der Unterstützung bei der Herstellung von Kernwaffen, chemischen oder biologischen Waffen sowie deren Ausbringung verwendet werden können, unter anderem auch Datenverarbeitungsprogramme und Technologie.

## Ausfuhr
Die Ausfuhr betrifft jene im Sinne des Artikels 161 des Zollkodex der Gemeinschaften, die Wiederausfuhr jene nach Artikel 182 des Zollkodex und die Übertragung von Software oder Technologie mittels elektronischer Medien, Telefax oder Telefon. Die Ausfuhr der in der Liste genannten Güter unterliegt der Exportkontrolle und ist genehmigungspflichtig. Weiterhin wurde 2009 auch der Anwendungsbereich auf „Kontrolltatbestände“ bei bestimmten Vermittlungstätigkeiten („Brokering“) von Gütern mit doppeltem Verwendungszweck ausgeweitet. Diese sind in Deutschland in §§ 41 und 41a der Außenwirtschaftsverordnung formuliert, die auch sonst ergänzend zur EG-Verordnung greift.

## Sanktionierte Güter
Die Verordnung (EG) Nr. 428/2009 des Rates über eine Gemeinschaftsregelung für die Kontrolle der Ausfuhr, der Verbringung, der Vermittlung und der Durchfuhr von Gütern mit doppeltem Verwendungszweck listet auf insgesamt 230 Seiten neun Kategorien mit einer Vielzahl von Gütern sowie eine Reihe von indizierten Ausfuhrländern auf. Diese Liste setzt sich aus den vier einzelnen Kontrolllisten der Australischen Gruppe, des Missile Technology Control Regime (MTCR), der Nuclear Suppliers Group und dem Wassenaar-Abkommen sowie der Liste des Chemiewaffenübereinkommens zusammen.